# Krutong

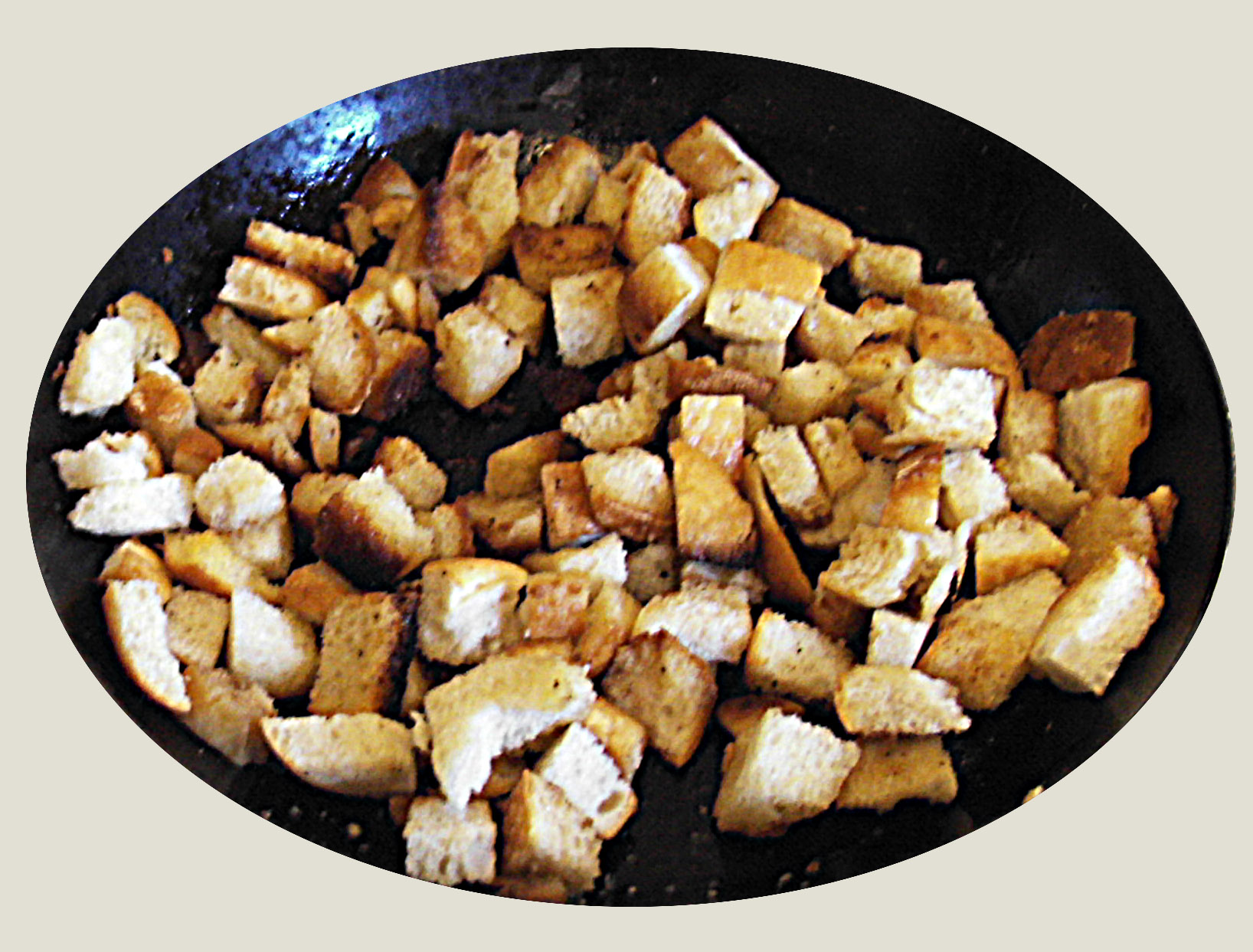
Krutonger.

Krutong (av franska croûton, 'brödkant', 'rostad brödbit') är en skiva av vitt bröd stekt i smör eller rostad som  bland annat används som underlag för stuvning..
Krutonger eller rostade brödtärningar är tillbehör till sallader, soppor med mera. Krutongerna är bröd som formats till små tärningar, cirka 1 cm stora, och rostats i lite smör eller olja tills de blivit gyllenbruna och knapriga. De kan även smaksättas med till exempel vitlök.